# AKBホラーナイト アドレナリンの夜
『AKBホラーナイト アドレナリンの夜』（エーケービーホラーナイト アドレナリンのよる）は、2015年10月8日から2016年3月17日まで毎週木曜1時41分 - 1時56分（水曜深夜）にテレビ朝日で放送されていた日本のテレビドラマである。

## 概要
秋元康のホラー短編集『アドレナリンの夜』をベースにオリジナルストーリーを加えて、AKB48グループメンバー41人が毎週2本（地上波放送版とネットオリジナル版）、1人ずつ主演を務めるホラードラマ。
毎週放送終了後、地上波放送版およびネットオリジナル版がネット動画配信サービス「ビデオパス」および「テレ朝動画」で配信された。
2016年11月6日よりCSテレ朝チャンネル1で毎週2話連続で放送された。

## キャスト
- AKB48グループ（AKB48・SKE48・NMB48・HKT48・NGT48）メンバーほか

## 放送日程
| 回 | 話数 | 放送日         | タイトル                 | 主演                     | 出演                                                      | 監督                     | 脚本         | 備考           |
| -- | ---- | -------------- | ------------------------ | ------------------------ | --------------------------------------------------------- | ------------------------ | ------------ | -------------- |
| 1  | 1    | 2015年 10月8日 | ハサミ                   | 木﨑ゆりあ               | 藤原希、三谷悦代、川口圭子                                | 二宮崇                   | 岡本貴也     |                |
| 2  | 3    | 10月15日       | 預かりもの               | 山本彩                   | 大久保了                                                  | 二宮崇                   | 川邊優子     | [ 注 2 ]       |
| 3  | 5    | 10月22日       | ドッペルゲンガー         | 宮脇咲良                 | 小野花梨                                                  | 井上雄介                 | 長谷川圭一   |                |
| 4  | 7    | 10月29日       | エレベーター             | 渡辺麻友                 | 龍坐                                                      | 井上雄介                 | 岡本貴也     | [ 注 3 ]       |
| 5  | 9    | 11月5日        | 生中継                   | 渡辺美優紀               | 山田ルイ53世（髭男爵） 弘中綾香（テレビ朝日アナウンサー） | 瀧悠輔                   | 川邊優子     | [ 8 ] [ 注 4 ] |
| 6  | 11   | 11月12日       | FAX                      | 入山杏奈                 | 塚田帆南                                                  | 井上雄介                 | 岡本貴也     | [ 注 5 ]       |
| 7  | 13   | 11月19日       | ドンドン                 | 柏木由紀                 | 西海健二郎                                                | 瀧悠輔                   | 山岡潤平     |                |
| 8  | 15   | 11月26日       | 穴                       | 白間美瑠                 | 長田奈麻、亀井有馬                                        | 瀧悠輔                   | 岡本貴也     |                |
| 9  | 17   | 12月3日        | ルームシェア             | 兒玉遥                   | 入山法子、護あさな、指出瑞貴                              | 二宮崇                   | 守口悠介     |                |
| 10 | 19   | 12月10日       | 恩返し                   | 谷口めぐ                 | 伊藤麻実子、新川五朗                                      | 二宮崇                   | 守口悠介     | [ 注 6 ]       |
| 11 | 21   | 12月17日       | おねえちゃん             | 向井地美音               | 中島ひろ子、桜井聖、山岡愛姫                              | 二宮崇                   | 川邊優子     |                |
| 12 | 23   | 12月24日       | もうひとり、いる         | 加藤玲奈                 | 西沢仁太、佐伯亮、笹井雄吾                                | 二宮崇                   | 山本清史     |                |
| 13 | 25   | 2016年 1月7日  | 8                        | 高橋みなみ               | -                                                         | 二宮崇                   | 一雫ライオン | [ 注 7 ]       |
| 14 | 27   | 1月14日        | 死舞                     | 藤田奈那                 | 今野誠二郎、小松美咲                                      | 二宮崇                   | 一雫ライオン | [ 注 8 ]       |
| 15 | 29   | 1月21日        | 胎教                     | 北原里英                 | 日向寺雅人、土井玲奈、本多力                              | 井上雄介                 | 守口悠介     |                |
| 16 | 31   | 1月28日        | もう一人の面会人         | 指原莉乃                 | 江口のりこ                                                | 二宮崇                   | 長谷川圭一   |                |
| 17 | 33   | 2月4日         | トンネル                 | 松井珠理奈               | 森迫永依、播田美保                                        | 二宮崇                   | 岡本貴也     |                |
| 18 | 35   | 2月11日        | クレーム                 | 峯岸みなみ               | いけだしん、篠原剛                                        | 大形美佑葵               | 川邊優子     | [ 注 9 ]       |
| 19 | 37   | 2月18日        | SNS                      | 矢倉楓子                 | 竹森千人、沖山翔也                                        | 丸谷俊平                 | 山岡潤平     | [ 注 9 ]       |
| 20 | 39   | 2月25日        | かくれんぼ               | 高橋朱里                 | 山田伊久磨、井上祐子、斉藤礼奈                            | 二宮崇                   | 北川陽子     |                |
| 21 | 41   | 3月3日         | リメイク                 | 横山由依                 | 遠藤要、松尾薫                                            | 井上雄介                 | 山本清史     |                |
| 22 | -    | 3月10日        | 特別編「結果発表直前SP」 | 特別編「結果発表直前SP」 | 特別編「結果発表直前SP」                                  | 特別編「結果発表直前SP」 |              |                |
| 23 | -    | 3月17日        | 最終回「結果発表SP」     | 最終回「結果発表SP」     | 最終回「結果発表SP」                                      | 最終回「結果発表SP」     |              | [ 注 10 ]      |

| 話数 | 配信日         | タイトル             | 主演       | 出演                                                  | 監督     | 脚本         | 備考 |
| ---- | -------------- | -------------------- | ---------- | ----------------------------------------------------- | -------- | ------------ | ---- |
| 2    | 2015年 10月8日 | スープ               | 須田亜香里 | 篠田光亮                                              | 二宮崇   | 岡本貴也     |      |
| 4    | 10月15日       | 間違い電話           | 古畑奈和   | 石田剛太、松岡璃奈子                                  | 二宮崇   | 岡本貴也     |      |
| 6    | 10月22日       | シミ                 | 大場美奈   | 森田望智                                              | 二宮崇   | 川邊優子     |      |
| 8    | 10月29日       | 花婿人形             | 須藤凜々花 | 籾木芳仁                                              | 井上雄介 | 一雫ライオン |      |
| 10   | 11月5日        | ドライブ             | 田野優花   | 倉本発                                                | 瀧悠輔   | 岡本貴也     |      |
| 12   | 11月12日       | おばあちゃん         | 大島涼花   | 小貫加恵                                              | 井上雄介 | 岡本貴也     |      |
| 14   | 11月19日       | 動画投稿             | 高柳明音   | 田中沙季                                              | 瀧悠輔   | 川邊優子     |      |
| 16   | 11月26日       | ヒロイン             | 朝長美桜   | 赤楚衛二、宮坂健太、金澤美穂 シャーロック麗良、原舞歌 | 二宮崇   | 一雫ライオン |      |
| 18   | 12月3日        | 高額当選             | 柴田阿弥   | 森山栄治、セーラ、高橋修                              | 瀧悠輔   | 川邊優子     |      |
| 20   | 12月10日       | 彼氏の実家           | 森保まどか | 赤星昇一郎、水木薫、福山翔大                          | 二宮崇   | 山岡潤平     |      |
| 22   | 12月17日       | 先生、嫌い           | 小嶋陽菜   | 大村一真、小路さとし                                  | 二宮崇   | 一雫ライオン |      |
| 24   | 12月24日       | オルゴール           | 島崎遥香   | 大後寿々花、大山うさぎ                                | 二宮崇   | 中元昇       |      |
| 26   | 2016年 1月7日  | 友のために           | 小嶋真子   | 石崎なつみ、森田ガンツ                                | 二宮崇   | 川邊優子     |      |
| 28   | 1月14日        | 心霊スポット         | 武藤十夢   | 堀越光貴、小林瑞紀 堀内みのり、安田彩奈               | 二宮崇   | 岡本貴也     |      |
| 30   | 1月21日        | 同窓会               | 宮崎美穂   | 小野桃花、小俣里奈、神道寺こしお                      | 八木毅   | 長谷川圭一   |      |
| 32   | 1月28日        | 顔認証               | 薮下柊     | 星村優、松島広太郎 鈴木リンダ、マリアユリコ           | 丸谷俊平 | 山岡潤平     |      |
| 34   | 2月4日         | 帰り道               | 岡田奈々   | 越村公一、イチキ游子                                  | 井上雄介 | 守口悠介     |      |
| 36   | 2月11日        | 占い                 | 中野郁海   | 村岡希美、麗奈 足立龍弥、有川知江                     | 井上雄介 | 川邊優子     |      |
| 38   | 2月18日        | 見知らぬ家族         | 大和田南那 | 田上ひろし、中島奏、安田裕 大村沙亜子、辻大樹         | 二宮崇   | 長谷川圭一   |      |
| 40   | 2月25日        | 人形の家             | 坂口渚沙   | 森下まひろ、服部桂吾、笹川あさひ                      | 井上雄介 | 川邊優子     |      |
| 42   | 3月3日         | リメイク 〜Another〜 | 横山由依   | 遠藤要、松尾薫                                        | 井上雄介 | 山本清史     |      |

- 2015年12月31日は、映画『鍵泥棒のメソッド』放送のため休止。

## 主演女優オーディション
本作品は、2016年秋に放送される連続ドラマの主演女優オーディションも兼ねており、メンバーが主演するすべての回が終った後、視聴者と審査員からの投票によって連続ドラマ主演の座を獲得する。
2016年3月3日の地上波放送終了後から同年3月10日23時59分まで視聴者投票を行い、その途中結果による中間発表が3月10日放送の番組内で放送され、審査員による投票も含めた最終結果が同年3月17日放送の最終回で発表された。
結果、島崎遥香が1位を獲得し、2016年10月18日より放送された『警視庁 ナシゴレン課』の主演が決定した。

### 結果
| 順位 | 名前       | 話数                                        | 所属                          | 中間順位 |
| ---- | ---------- | ------------------------------------------- | ----------------------------- | -------- |
| 1位  | 島崎遥香   | #24「オルゴール」                           | AKB48 チームA                 | 1位      |
| 2位  | 渡辺麻友   | #07「エレベーター」                         | AKB48 チームB                 | 3位      |
| 3位  | 松井珠理奈 | #33「トンネル」                             | SKE48 チームS                 | 4位      |
| 4位  | 宮脇咲良   | #05「ドッペルゲンガー」                     | HKT48 チームKIV AKB48 チームA | 6位      |
| 5位  | 横山由依   | #41「リメイク」 #42「リメイク 〜Another〜」 | AKB48 チームA                 | 8位      |
| 6位  | 山本彩     | #03「預かりもの」                           | NMB48 チームN AKB48 チームK   | 2位      |
| 7位  | 北原里英   | #29「胎教」                                 | NGT48                         | -        |
| 8位  | 須田亜香里 | #02「スープ」                               | SKE48 チームE                 | 5位      |
| 9位  | 柏木由紀   | #13「ドンドン」                             | AKB48 チームB NGT48           | -        |
| 10位 | 矢倉楓子   | #37「SNS」                                  | NMB48 チームM                 | -        |
| 11位 | 指原莉乃   | #31「もう一人の面会人」                     | HKT48 チームH                 | 7位      |
| 12位 | 向井地美音 | #21「おねえちゃん」                         | AKB48 チームK                 | -        |
| 13位 | 渡辺美優紀 | #09「生中継」                               | NMB48 チームBII AKB48 チームB | 9位      |
| 14位 | 兒玉遥     | #17「ルームシェア」                         | HKT48 チームH AKB48 チームK   | 10位     |
| 15位 | 木﨑ゆりあ | #01「ハサミ」                               | AKB48 チームB                 | -        |
| 16位 | 古畑奈和   | #04「間違い電話」                           | SKE48 チームKII               | -        |
| 17位 | 白間美瑠   | #15「穴」                                   | NMB48 チームM AKB48 チームA   |          |
| 18位 | 田野優花   | #04「ドライブ」                             | AKB48 チームK                 | -        |
| 19位 | 大場美奈   | #06「シミ」                                 | SKE48 チームKII               | -        |
| 20位 | 薮下柊     | #32「顔認証」                               | NMB48 チームBII               | -        |

### 審査員
- 内山聖子 - テレビ朝日 制作2部 ゼネラルプロデューサー[11]
- 清水崇 - 映画監督[11]
- 白倉伸一郎 - 東映株式会社 取締役[11]
- 田村直己 - 株式会社テレビ朝日 制作2部 ディレクター[11]
- 堤幸彦 - 演出家・映画監督[11]
- 長坂信人 - 株式会社オフィスクレッシェンド代表取締役[11]
- 中園ミホ - 脚本家[11]
- 山内章弘 - 東宝株式会社 映画企画部部長[11]
- 吉田繁暁 - 松竹株式会社 映像本部映像企画部 映画企画室長 プロデューサー[11]

## ネット局など
放送局（地上波・CS）
| 放送地域   | 放送局            | 系列                  | 放映期間                      | 放送曜日・放送時間                          | 備考                       |
| ---------- | ----------------- | --------------------- | ----------------------------- | ------------------------------------------- | -------------------------- |
| 関東広域圏 | テレビ朝日        | テレビ朝日系列        | 2015年10月8日 - 3月17日       | 木曜日 1:41 - 1:56 （水曜日 25:41 - 25:56） | 制作局                     |
| 日本全国   | テレ朝チャンネル1 | テレビ朝日系列 CS放送 | 2016年11月6日 - 2017年3月26日 | 日曜日 23:30 - 0:00                         | 2話連続放送 第40話まで放送 |

ネット配信
| 配信サイト | 配信期間                      | 配信曜日・配信時間 | 備考      |
| ---------- | ----------------------------- | ------------------ | --------- |
| ビデオパス | 2015年10月8日 - 2016年3月3日  | 木曜日 1:56更新    | [ 注 12 ] |
| テレ朝動画 | 2015年10月8日 - 2016年3月17日 | 木曜日 1:56更新    | [ 注 12 ] |

## スタッフ
- 企画・原作 - 秋元康『アドレナリンの夜』（竹書房）
- 案内人 - ミッツ・マングローブ
- プロデューサー - 杉山登（テレビ朝日）、鈴木さちひろ（テレビ朝日）、松瀬俊一郎（テレビ朝日）、中沢晋（オフィスクレッシェンド）
- 制作プロダクション - オフィスクレッシェンド
- 制作 - テレビ朝日

## 書誌情報
原作
- 秋元康『アドレナリンの夜 珠玉のホラーストーリーズ』竹書房、2009年8月、ISBN 978-4812439197
- 秋元康『アドレナリンの夜』竹書房文庫、2015年10月、ISBN 978-4801905481

この原作小説を元に、2023年にリーディングシアターとして総勢57名の男性出演者による朗読劇も行われている。
ドラマノベライズ
- 秋元康原作『アドレナリンの夜 悪夢ノ檻』竹書房文庫、2016年2月、ISBN 978-4-8019-0615-0
- 秋元康原作『アドレナリンの夜 霊界ノ呪』竹書房文庫、2016年2月、ISBN 978-4-8019-0635-8
- 秋元康原作『アドレナリンの夜 猟奇ノ血』竹書房文庫、2016年2月、ISBN 978-4-8019-0636-5

## Blu-ray・DVD
- AKBホラーナイト アドレナリンの夜 Blu-ray BOX（2016年8月17日、テレビ朝日、TBR26185D）
- AKBホラーナイト アドレナリンの夜 DVD BOX（2016年8月17日、テレビ朝日、TDV26186D）